# Matylda Bourbonská
Matylda Bourbonská (Mahaut de Bourbon; 1165 – 18. června 1228) byla francouzská šlechtična vládnoucí od roku 1171 jako paní z Bourbonu.

## Život
Matylda se narodila jako jediné dítě Archambauda z Bourbonu a jeho manželky Adély Burgundské. Její otec, dědic Bourbonu, zemřel v roce 1169, aniž by panství zdědil. Její dědeček Archambaud VII. zemřel v roce 1171 a Matylda po něm jako jediné vnouče panství zdědila.
Před rokem 1183 se provdala za Gauchera IV. z Vienne, pána Salins. Po jeho návratu z třetí křížové výpravy docházelo v manželství k neshodám až došlo k násilí a Matylda byla manželem uvězněna. Přesto se ji podařilo uprchnout na matčiny statky v Champagne. Během svého útěku také údajně použila násilí a proto byla bourgeským arcibiskupem Jindřichem ze Sully exkomunikována. Po svém příjezdu do Champagne požádala papeže Celestýna III. o rozvod, a to z důvodu jejího blízkého příbuzenství s Gaucherem. Papež pověřil biskupy z Autun, z Troyes a opata z Monthiers-en-Argonne, aby záležitost prověřili. Pověření hodnostáři zjistili, že manželé jsou oba prapravnoučaty hraběte Viléma II. Burgundského a tak bylo její tvrzení opodstatněné. Papež povolil rozvod a zrušil Matyldinu exkomunikaci.
V září 1196, několik měsíců po rozvodu, se Matylda znovu provdala za Guye II. z Dampierre. Tímto sňatkem začali v Bourbonu vládnout Dampierrové. Toto manželství trvalo 20 let, než Guy v roce 1216 zemřel.
Matylda svého manžela přežila o dvanáct let. Po její smrti vznesla její dcera z prvního manželství, Markéta, nároky na bourbonské panství. Guy II. nejdříve Markétu uznal za dědičku panství, nakonec však jmenoval dědicem svého nejstaršího syna Archambauda, který se stal pánem panství jako Archambaud VIII.

## Potomci
S prvním manželem Gaucherem IV. z Vienne, pánem Salins, měla Matylda jednu dceru:
- Markéta z Vienne (1190–1259)

S druhým manželem Guyem II. z Dampierre měla Matylda sedm dětí:
- Archambaud VIII. Bourbonský (?–1242)
- Vilém II. z Dampierre (?–1231)
- Filip z Dampierre (?–1223)
- Vít III. z Dampierre (?–1275)
- Marie z Dampierre
- Johan z Dampierre
- Markéta z Dampierre